# Oxandra lanceolata
Oxandra lanceolata (Sw.) Baill. – gatunek rośliny z rodziny flaszowcowatych (Annonaceae Juss.). Występuje naturalnie w Meksyku, na Kubie, Jamajce, w Haiti, Dominikanie oraz na Portoryko. 

## Morfologia
PokrójZimozielone drzewo dorastające do 15 m wysokości.
LiścieMają eliptyczny, lancetowaty lub owalnie lancetowaty kształt. Mierzą 3,5–9,5 cm długości oraz 1,5–4 cm szerokości. Nasada liścia jest zaokrąglona. Blaszka liściowa jest o ostrym wierzchołku. Ogonek liściowy jest nagi i dorasta do 1–2 mm długości.
OwoceMają elipsoidalny kształt, zebrane w owoc zbiorowy. Osiągają 11–13 mm długości i 7–9 mm szerokości. Mają czarnoczerwonawą barwę.

## Zastosowanie
Drewno tego gatunku ma zastosowanie jako surowiec drzewny.